# Steve Irwin
Stephen Robert "Steve" Irwin (Essendon, 22. veljače 1962. – Batt Reef, 4. rujna 2006.), australski zoolog, naturalist i televizijska zvijezda. 
Bio je poznat po svom televizijskom prirodnjačkom i dokumentarnom serijalu Lovac na krokodile (eng. The Crocodile Hunter).
Bio je prvi čovjek zoološkog vrta Australia Zoo u Beerwah u Queenslandu.
Irwin je umro u 44. godini snimajući novi serijal pod nazivom Najopasnije životinje u oceanu (eng. The Ocean's Deadliest). Umro je od uboda raže.

## Vanjske poveznice
- Crocodile Hunter.com  Arhivirana inačica izvorne stranice od 8. rujna 2006. (Wayback Machine)